# أكسالات باريوم
 أوكسالات باريوم مركب كيميائي له الصيغة BaC2O4 ، ويكون على شكل مسحوق بلوري أبيض .